# Waylander III
Waylander III : Le Héros dans l’ombre (titre original : Waylander III : Hero in Shadows), est un roman fantasy de David Gemmell paru en 2000 en anglais et en 2007 en français (traduction de Claire Jouanneau  pour les éditions Bragelonne).
Cette troisième aventure de Waylander appartient au Cycle Drenaï.
Prenant lieu au nord du continent dans le royaume kydorien, ce tome apporte de nombreux éclaircissements sur l’univers Drenaï et permet de boucler la boucle du destin de Dakeyras.

## Publication française
- Éditions Bragelonne, septembre 2007  (ISBN 978-2352940876)
- Éditions Milady, septembre 2012  (ISBN 978-2811208271)
- Éditions Milady, mars 2015  (ISBN 978-2811214005)

## Résumé
Une dizaine d'années après le deuxième volet de Waylander II, on retrouve un Waylander au crépuscule de sa vie. Après l'avoir sauvée des mains d'une bande de mercenaires, Waylander emmène Keeva dans sa demeure, un immense palais. En effet, l'ancien assassin pense avoir pris définitivement sa retraite, et après avoir acquis une fortune colossale grâce au commerce, il compte finir paisiblement sa vie dans son palais, où de par son âge et son austérité, il y est surnommé l'Homme Gris.
L'histoire commence avec l'attaque de Matze Chaï, marchand et ami de Waylander, par des démons, entourés d'une mystérieuse brume glaciale.

## Personnages[1]
- Maisonnée de l’Homme Gris :

L’Homme-Gris, nouvelle identité de Dakeyras dit Waylander, assassin en retraite
Keeva Tatiana, jeune paysanne recueillie par l’Homme Gris
130 serviteurs dont :
Emrin, chef de la sécurité de l’Homme Gris
Omri, régisseur de l’Homme Gris
Norda, servante de l’Homme Gris
50 invités dont :
Mendyn Sym, guérisseur
Cashpir, bibliothécaire
Ustarte, prêtresse clairvoyante (voir Loup blanc)
Prial, Ménias, Corvidal, ses compagnons de lutte
- Kydoriens :

Maison ducale
Elphons, Duc du Kydor
Aldiana, fille d’Orien et sœur de Niallad du Drenaï, son épouse bien-aimée
Niallad, leur fils agoraphobe qui vit dans la terreur du retour de Waylander
Korsa, capitaine de la garde ducale
Lares, aide d’Elphons
Gaspir et Naren, gardes du corps de Niallad

Maison Kithrain
Seigneur Aric
Shad, son capitaine
Rena, sa concubine, Zarea sa fille bâtarde
Vanis, marchand corrompu, Parla sa sœur, ses 2 neveux dont Parellis et sa fiancée Sanja
Gren et Pikka, gardes kithrain

Maison Rishell
Seigneur Panagyn
Valik son neveu
Camran Osir, Okrian, Perrin Polian… mercenaires à sa solde

Maison Loras
Seigneur Ruall, chef de la maison Loras

Maison Bakard
Seigneur Shastar, chef de la maison Bakard

Chardyn, prêtre de la Source qui a perdu la foi
Lalitia, courtisane rousse dit Rouquine Maline
Jolan, chef de village kydorien et son épouse Conae
Rukar, bandit kydorien et ses hommes Bragi, Canja, Kym…
Bena Tarlin, maçon kydorien
- Chiatzes :

Matze Chaï, richissime hommes d’affaires chiatze, principal gestionnaire de la fortune de Waylander (voir Waylander II : Dans le royaume du loup)
Liu, capitaine des gardes de Matze Chaï 
Kysumu, yojimbo de Matze Chaï 
Lys Orangé, geisha hantant les souvenirs de Kysumu
Mu Cheng, dit Œil-de-Cyclone, ancien maître de Kysumu
Qin Chong, fondateur de l’ordre martial des rajnees et créateur de la Voie du Sabre
Ren Chang, Guerrier d’Argile, chef des riaj-nors
Son Xiu, Guerrier d’Argile, champion riaj-nor
Yu Yu Liang, ancien terrassier devenu aventurier
- Kuan-Hador :

Le Conseil des Sept, haute autorité de l’empire sorcier de Kuan-Hador
Anharat Dieu-Démon désormais allié à l’empire sorcier de Kuan-Hador
Deresh Karany, ipssimus, maître sorcier au service du Conseil des Sept
Bezhas, démons espions
Kraloths, démons canins
Géants du Froid, démons ours
Trois-Epée et Griffe-Rouge, chefs kriaz-nors
Bras-de-Fer, Dague-du-Ciel, Vif-Comme-le-Vent, guerriers vétérans kriaz-nors
Quatrième du Roc, Sixième-de-la-Colline, Neuvième-du-Bois, jeunes guerriers kriaz-nors
- La Légende de l’Homme à l’Arbalète :

Dakeyras, soldat drenaï qui a quitté l’armée pour devenir fermier
Gellan, son meilleur ami
Tanya, son épouse, Gellan leur fils et 2 filles jumelles non nommées
Bedrin, drenaï, Kityan, nadir, Manias et Patris, gothirs, Lodrian… assassins de sa famille
Orien, ancien roi de Drenaï dont le fantôme hante Dakeyras
Niallad, ancien roi de Drenaï dont le souvenir hante Dakeyras
Danyal, grand amour perdu de Dakeyras
Miriel et Krylla, leurs filles adoptives
- Autres :

Eldicar Manushan, mystérieux mage angostin
Beric, jeune neveu d’Eldicar Manushan
Emsharas, Dieu Démon défenseur de l’humanité
son petit-fils non nommé, défenseur de l’humanité

## Commentaires
- Le thème des mondes parallèles apparaît dans ce roman : les démons anciennement bannis tentent de revenir dans Drenaï.
- Les Unis, éléments récurrents chez David Gemmell, apparaissent dans ce roman dans les deux camps : kriaz-nors et riaj-nors.
- Les Rajnees peuvent être associés aux samouraïs : ils suivent la Voie du Sabre et ont un code d'honneur très strict.
- Les épées des Rajnees, qui brillent à l'approche d'un ennemi surnaturel, peuvent être un clin d'œil aux épées elfiques de J. R. R. Tolkien.
- Kysumu et Yu-Yu Liang font clairement écho aux personnages des films de chambara d'Akira Kurosawa.
- Les Guerriers d'Argile font explicitement référence à l'armée de terre cuite de l'empereur Qin Shi Huangdi.
- De nombreux éléments horrifiques sont inclus : ainsi lorsque plusieurs personnages se retrouvent dans la cuisine pour plaisanter, manger et boire de manière insouciante alors que les démons progressent vers eux et que le froid commence à filtrer sous la porte...